# ملیکا (سرده)
ملیکا (سرده) (نام علمی: Melica) نام یک سرده از تیره گندمیان است.